# Petrus Dillner
Petrus Dillner, född 14 november 1995 i Älvkarleby församling, Uppsala län, är en svensk nyckelharpist och kompositör. 
Petrus kommer från Marma utanför Älvkarleby i Uppland och är riksspelman på nyckelharpa sedan 2013 och med i grupperna Trio Törn och Northern Resonance.
Dillner spelar både traditionell samt mer modern och experimentell folkmusik. Han har studerat vid Vasaskolan i Gävle, Kungliga Musikhögskolan i Stockholm, The Royal Conservatoire of Scotland i Glasgow, Syddansk musikkonservatoirum i Esbjerg, Sibelius Academy i Helsingfors och Ole Bull Akademiet i Voss.

## Medlem i grupperna
- Trio Törn (sedan 2016)
- Northern Resonance (sedan 2018)

## Tidigare grupper
- Hans-Ers, Rutanen & Dillner (2013 - 2019)
- Farandi (2017 - 2019)

## Priser och utmärkelser
- Kungliga Musikaliska Akademiens nationella stipendium (2020)
- Kungliga Musikaliska Akademiens ensemblestipendium (2018)
- Kungliga Musikhögskolans stipendium (2016)
- Årets Unga Folkmusikband (med Triplex 2014)[10]
- Zornmärket i silver (2013, Riksspelman)
- Hilda och Arvid Blankfeldts minnesfond för uppländsk folkmusik (2012)
- Zornmärket i brons (2011)
- Svenska Druid-Ordens Musikstipendium (2010)
- Kulturnämnden vid Landstinget i Uppsala läns stipendium (2009)
- Eric Sahlströms minnesfond (2008)
- Ungdomens kulturpris (Älvkarleby kommun 2008)
- Carl-Johan Hultbergs minnesfond (2008)

## Diskografi (i urval)

### Hans-Ers, Rutanen & Dillner
- 2017: Jäkta (Singel)
- 2017: Jäkta (Debutalbum)

### Trio Törn
- 2018: Debut
- 2022: Painting with polska

### Northern Resonance
- 2019: Hemfärd | Musses Vaggvisa (Singel)
- 2020: Northern Resonance (Album)

### Farandi
- 2018: Part 1: Stockholm (EP)
- 2019: Part 2: Esbjerg (EP)

### Medverkar på
- 2022: Skyklokke - Henriette Flach
- 2011: ULV - Uplands Låtverkstad